# Aphiloscia guttulata
Aphiloscia guttulata är en kräftdjursart som först beskrevs av Gerstaecker 1873.  Aphiloscia guttulata ingår i släktet Aphiloscia och familjen Philosciidae. Inga underarter finns listade i Catalogue of Life.